# Ligament poplité arqué
Le ligament poplité arqué est un ligament extra capsulaire postérieur de l'articulation fémoro-tibiale.

## Description
Le ligament poplité arqué est un ligament en Y formant une arcade fibreuse dans le plan fibreux postérieur du genou.
Il est formé de deux faisceaux d'origine commune : un faisceau médial ou tibial et un faisceau latéral ou fibulaire. Les deux faisceaux naissent à la partie latérale de la face postérieure de la capsule articulaire (coque condylienne externe). 
Le faisceau médial rejoint la face postérieure de l'épiphyse proximale du tibia et le faisceau latéral rejoint l'apex de la tête fibulaire. Ce dernier faisceau constitue le ligament latéral externe court du genou.
Des fibres entre le tibia et la fibula arrondissent le ligament pour former l'arcade de passage du muscle poplité